# Schönste Zeit
Schönste Zeit ist ein Lied des deutschen Musikers Bosse. Erschienen ist es als erste Singleauskopplung seines fünften Studioalbums Kraniche (2013).

## Entstehung und Artwork
Geschrieben wurde das Lied von Axel Bosse in einer Disko in seiner Heimat bei Braunschweig. Produziert wurde es von Philipp Steinke. Die Single wurde unter dem Musiklabel Vertigo Berlin sowie Universal Music veröffentlicht. Auf dem Cover der Single ist – neben der Aufschrift des Künstlers, des Liedtitels und des Bildes eines Kranichs – ein Artwork des Himmels in Zusammenspiel mit einem gelblichen Untergrund zu sehen.

## Inhalt
Schönste Zeit ist autobiografisch. Es beschreibt Bosses Jugend im Jahre 1994 in einem Dorf hinter Braunschweig unter dem Einfluss einer Liebesbeziehung. Besonders deutlich wird seine Sympathie für Kurt Cobain und seine Band Nirvana sowie für den kanadischen Rockmusiker Neil Young.

„An dem Tag, als Kurt Cobain starb

Lagst du in meinen Armen

Das war die schönste Zeit.

Dein erstes Tattoo war dann der Refrain:

It’s better to burn out than to fade away, my my, hey hey.

Und ich kaufte mir Neil Young und ein Nirvana-Shirt.“

## Musikvideo
Das Musikvideo zu Schönste Zeit spielt im winterlichen Berlin. Zu Beginn sieht man Bosse, wie er nahe dem Alexanderplatz auf der Straße zu seinem Song Klavier spielt. Dazwischen werden offensichtlich Szenen aus seiner Jugend gezeigt, die jedoch durch erwachsene Schauspieler nachempfunden werden. Diese wurden vornehmlich im Görlitzer Park, aber auch in einer Privatwohnung gedreht. Axel Bosses Frau Ayşe spielt als Darstellerin mit. Andere Darsteller sind unter anderem Franz Dinda und Alina Levshin. Das Video endet mit Bosse, wie er bei Nacht auf einem Hochhaus eine Bengalofackel in den Himmel hält.

## Kommerzieller Erfolg

### Chartplatzierungen
| ChartsChartplatzierungen | Höchstplatzierung | Wochen |
| ------------------------ | ----------------- | ------ |
| Deutschland (GfK)        | 27 (28 Wo.)       | 28     |

| ChartsJahrescharts (2013) | Platzierung |
| ------------------------- | ----------- |
| Deutschland (GfK)         | 95          |

### Auszeichnungen für Musikverkäufe
| Land/Region        | Auszeichnungen für Musikverkäufe (Land/Region, Auszeichnung, Verkäufe) | Verkäufe |
| ------------------ | ---------------------------------------------------------------------- | -------- |
| Deutschland (BVMI) | Platin                                                                 | 300.000  |
| Insgesamt          | 1× Platin ·                                                            | 300.000  |

## Coverversionen
- 2015: Opus Sanctus (Album: Opus Sanctus)[7]
- 2015: Scala & Kolacny Brothers (Album: Unendlich)[7]
- 2025: ClockClock (Album: Sing meinen Song – Das Tauschkonzert, Vol. 12)[8]